# Hamilton-Sud
Pour les articles homonymes, voir Hamilton.
Hamilton-Sud fut une circonscription électorale fédérale de l'Ontario, représentée de 1953 à 1965.
La circonscription d'Hamilton-Sud a été créée en 1952 avec des parties des circonscriptions de Hamilton-Est, Hamilton-Ouest et de Wentworth. Abolie en 1966, elle fut redistribuée parmi Hamilton-Est, Hamilton Mountain et Hamilton—Wentworth.

## Géographie
En 1952, la circonscription d'Hamilton-Sud comprenait:
- Une partie de la ville d'Hamilton

## Députés
1. 1953-1957 — Russell E. Reinke, PLC
2. 1957-1963 — Robert Matthew T. McDonald, PC
3. 1963-1965 — William Dean Howe, NPD

- NPD = Nouveau Parti démocratique
- PC = Parti progressiste-conservateur
- PLC = Parti libéral du Canada